# لاندو يوجين ميرفي جونيور
لاندو يوجين ميرفي جونيور (بالإنجليزية: Landau Eugene Murphy, Jr.)‏ هو عازف جاز أمريكي، ولد في 11 أغسطس 1974.

## وصلات خارجية
- الموقع الرسمي
- لاندو يوجين ميرفي جونيور على موقع ميوزك برينز (الإنجليزية)